# Kaubi (Põdrala)
Kaubi – wieś w Estonii, w prowincji Valga, w gminie Põdrala.